# Ш̇
Cette page contient des caractères spéciaux ou non latins. S’ils s’affichent mal (▯, ?, etc.), consultez la page d’aide Unicode.
Le cha point suscrit (capitale Ш̇, minuscule ш̇) est une lettre de l’alphabet cyrillique qui est utilisée dans la translittération de l’écriture arabe.

## Utilisations
Le cha point suscrit ‹ ш̇ › est utilisé dans certaines cyrillisations de l’alphabet arabe pour translittérer le sīn point suscrit et point souscrit ‹ ښ ›, aussi parfois translittéré avec le kha point souscrit ou le cha point souscrit ‹ ш̣ ›.

## Représentations informatiques
Le cha point suscrit peut être représenté avec les caractères Unicode suivants :
- décomposé (cyrillique, diacritiques)[1],[2] :

| formes    | représentations | chaînes de caractères | points de code | descriptions                                              |
| --------- | --------------- | --------------------- | -------------- | --------------------------------------------------------- |
| capitale  | Ш̇               | Ш◌̇                    | U+0428 U+0307  | lettre majuscule cyrillique cha diacritique point suscrit |
| minuscule | ш̇               | ш◌̇                    | U+0448 U+0307  | lettre minuscule cyrillique cha diacritique point suscrit |